# Wilhelm Fabritius
Wilhelm Fredrik Fabritius, född 14 juli 1845 i Viborg, död 12 april 1895 i Kiev, var en finländsk astronom,  Han var bror till Ludvig Fabritius. 
Fabritius tjänstgjorde vid observatoriet i Helsingfors 1869–1871, i Bonn 1871–1873 och blev filosofie doktor sistnämnda år. Han verkade vid Pulkovo-observatoriet utanför Sankt Petersburg 1874–1876 och flyttade därefter till Kiev, där han var observator vid observatoriet och docent i astronomi vid Kievs universitet 1876–1894. Han utvecklade mot slutet av 1860-talet ett eget finskt stenografiskt system.